# أستا جيل
أستا جيل (بالإنجليزية: Aastha Gill)‏ (مواليد 24 يونيو 1991) هي مطربة هندية.

## وصلات خارجية
- أستا جيل على موقع IMDb (الإنجليزية)
- أستا جيل على موقع قاعدة بيانات الفيلم (الإنجليزية)